# 赖奇欣斯克村委员会
赖奇欣斯克村委员会（俄语：Райчихинский сельсовет）是俄罗斯联邦阿穆尔州布列亚区所属的一个村委员会。其下辖有2个居民点，行政中心为别佐焦尔诺耶。据2016年统计，该村委员会的人口为535人。